# Ommata smaragdina
Ommata smaragdina är en skalbaggsart som beskrevs av Bates 1870. Ommata smaragdina ingår i släktet Ommata och familjen långhorningar. Inga underarter finns listade i Catalogue of Life.